# Wuta Dombaxe
Wuta Waco Bige Dombaxe (født 5. april 1986 i Luanda, Angola) er en kvindelig angolansk håndboldspiller som spiller for Primeiro de Agosto og Angolas kvindehåndboldlandshold.
Hun har deltog under Sommer-OL i 2008 i Beijing, 2016 i Rio de Janeiro.